# Mark L. Young
Markell V. Efimoff conhecido como Mark L. Young (Everett, 1 de janeiro de 1991) é um ator norte-americano. É mais conhecido por interpretar o personagem Thomas, na série de televisão The Secret Life of the American Teenager.

## Filmografia
- 2013 - We're the Millers - Scottie P.
- 2013 - Movie 43 - Calvin
- 2012 - The Inbetweeners (U.S. TV series) The Inbetweeners - Neil Sutherland
- 2010 - CSI:NY - Tom Reynolds
- 2010 - Criminal Minds - Owen Porter
- 2009 - Heroes - Jeremy Greer
- 2008 - Sex Drive - Rumo ao Sexo - Randy
- 2006 - Cold Case (Episódio 76 "A chave") - Jed Huxley
- 2006 - Dexter (Episódio 07 "Círculo de Amizades") - Jeremy Downs
- 2005 - CSI Miami - Lucas Hall
- 2004 - The O.C. - Geek
- 2004 - Six Feet Under - Eric
- 2003 - Rogues - Choir
- 2003 - Still Standing - Kid